# جعبه لایتنر

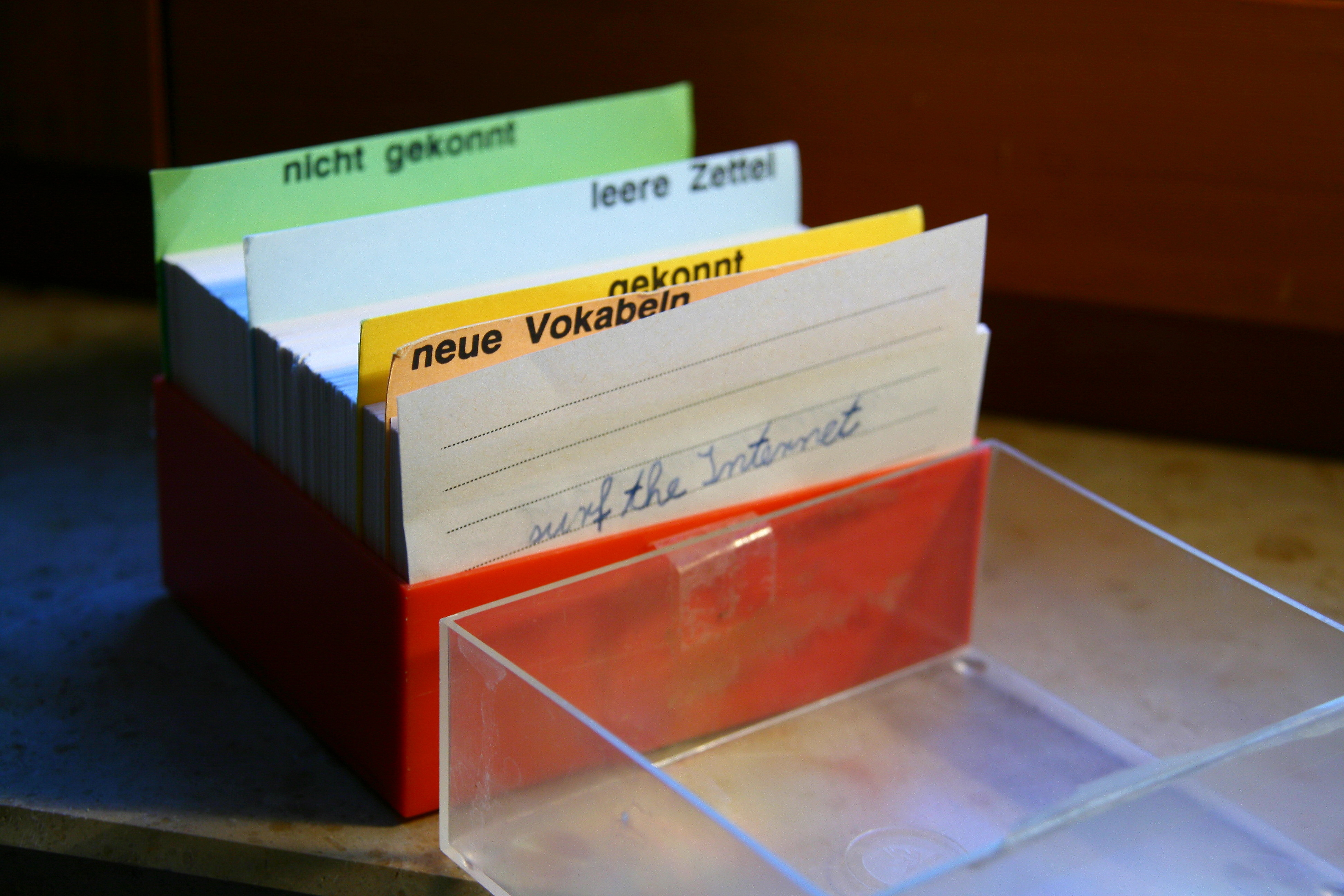
جعبهٔ لایتنر با زبانه‌های رنگی به شکل کلاسیک

جعبهٔ لایتنر (به آلمانی: Lernkartei) یک ابزار کمکی و سیستمی برای یادگیری است. برای این منظور، با استفاده از فلش‌کارت یک کلمهٔ کلیدی (مثلاً واژگان، تاریخ و غیره) در جلوی کارت، و پاسخ (مطلبی که باید آموخته شود) در پشت آن نوشته می‌شود و با مطالعهٔ این کارت‌ها در توالی زمانی مشخص و تکرار آن‌ها، اطلاعات این کارت‌ها را درونی کرد و آموخت. امروزه نرم‌افزارهای فلش‌کارتی نیز وجود دارند.
این سیستم توسط سباستین لایتنر ساخته شده‌است، که آن را در سال ۱۹۷۳ در کتاب خود تحت عنوان چگونه یاد بگیریم معرفی کرد. این روش بر اساس اثر تکرار فاصله‌ای استوار است، که طبق آن، محتوایی که طی مدت‌زمان طولانی‌تری آموخته می‌شود، در قیاس با محتوایی که در مدت‌زمان کوتاهی به شدت تکرار می‌شود، بهتر در حافظه حفظ می‌شود.

## جعبهٔ لایتنر
جعبهٔ لایتنر جعبه‌ای است که ۵ خانه دارد که اندازهٔ هر یک از آن‌ها بر اساس منحنی فراموشی دو برابر قبلی‌ست، به صورتی که خانهٔ شمارهٔ یک، ۱ واحد، خانهٔ شمارهٔ دو، ۲ واحد، خانهٔ شمارهٔ سه، ۴ واحد، خانهٔ شمارهٔ چهار، ۸ واحد و خانهٔ شمارهٔ پنج، ۱۶واحد است.
هر خانهٔ اصلی با تعدادی «واسط» یا «جداکننده» به قسمت‌های کوچک‌تری تقسیم می‌شود. پس خانهٔ دوم، سوم، چهارم و پنجم، به ترتیب به دو، چهار، هشت و شانزده قسمت تقسیم شوند.
فلش‌کارت‌ها برگه‌های کوچکی‌اند که در یک طرف آن‌ها سؤال و در طرف دیگرشان جواب نوشته می‌شود.

### روش آغاز کار
اصل استفاده از جعبهٔ لایتنر همیشه یکسان است: کارتی که پاسخ آن را می‌دانید، به خانهٔ بعدی می‌رود و کارتی که پاسخش را نمی‌دانید به خانهٔ اول بازمی‌گردد حتی اگر در خانهٔ چهارم باشد.

پروسهٔ استفاده از جعبهٔ لایتنر چنین است:

توجه: اگر موفق شدید، یک خانه جلو بروید؛ اما اگر بلد نبودید به خانهٔ اول برگردید. این شکست نیست تمرکز بر نقاط ضعف است.

روز اول:
در یک طرف کارت‌ها سؤال و در طرف دیگرشان جواب را می‌نویسیم.
سؤال و جواب‌ها را تا زمانی که یادگرفته‌شوند باید مرور کرد.
تمامی کارت‌ها را در خانهٔ اول قرار می‌دهیم.
روز دوم:
همهٔ سؤال‌های خانهٔ اول را یک‌به‌یک مرور کرده و پاسخ می‌دهیم.
کارت سؤالی را که صحیح پاسخ گفتیم به خانهٔ فرعی قسمت دوم می‌رود.
کارت سؤالی را که نادرست پاسخ داده‌شد به خانهٔ اصلی اول بازمی‌گردد.
روز سوم:
از خانهٔ دوم،قسمت اول شروع می‌کنیم. همهٔ کارت‌ها را بدون مرور یک قسمت جلو می‌بریم؛ زیرا زمان مرور آنها فرداست، نه امروز.
در مورد خانهٔ اول مانند روز قبل عمل می‌کنیم.
روز چهارم:
از آخرین قسمت خانهٔ دوم شروع می‌کنیم: سوال‌های روی کارت‌ها را می‌خوانیم و اگر بلد بودیم کارت را به خانهٔ بعد منتقل می‌کنیم و اگر پاسخ را نمی‌دانستیم آن را از جعبهٔ لایتنر خارج می‌کنیم و از ابتدا پروسهٔ آن را طی خواهیم کرد.
حال به سراغ قسمت قبلی رفته و همهٔ کارت‌ها را یک خانه بدون مرور به جلو می‌بریم.
اکنون نوبت خانهٔ اول است. طبق معمول عمل می‌کنیم..
در نهایت همهٔ کارت‌هایی را که در اثر فراموشی از جعبه خارج شده‌اند به جعبه بازمی‌گردانیم.

## اساس علمی

### پاداش‌های فوری اسکینر
بوریس فردریک اسکینر با آزمایش‌هایی علمی نشان داد «هرگاه به یک رفتار بلافاصله و به صورت آنی پاداشی داده شود آن رفتار تکرار خواهد شد.»
لذا هر بار که شما به معنای لغتی پرسیده‌شده، صحیح جواب دهید، احساس رضایتی که بلافاصله ایجاد می‌شود شما را به ادامهٔ این کار تشویق می‌کند، تمرکز شما را بر کار افزایش می‌دهد و شما را به موضوع علاقه‌مند می‌کند. این‌ها همان عوامل ارتقای بازده یادگیری‌اند.

### قاعدهٔ منحنی فراموشی ابینگ هاووس
ابینگ هاووس نشان داد ۲۰ دقیقه پس از حفظ کردن تعدادی واج‌های بی‌معنا ۸۰٪ آن‌ها فراموش می‌شوند و بقیه هرگز فراموش نمی‌شوند. ضمناً سرعت فراموشی ابتدا سریع است و به مرور کند می‌شود و وقتی ۲۰٪ مطالب در خاطر ماند صفر می‌شود. ضمن این که مرور مطالب قبلاً حفظ‌شده باعث کاهش این سرعت به نصف و حتی بهتر از آن (در صورت خوب حفظ کردن) می‌گردد. =
لذا اگر معنی لغت‌های زبان خارجی را که چندان هم بی‌معنا نیستند حفظ کنیم، این روند فراموشی بیش از یک روز طول می‌کشد و با پنج بار مرور موفّق به مقدار ناچیزی می‌رسد و در صورت کاربردی بودن، مادام‌العمر در ذهن خواهد ماند.